# Чемпіонат світу з трекових велоперегонів 1928
Чемпіонат світу з трекових велоперегонів 1928 проходив з 14  по 20 серпня 1928 року в Будапешті, Угорське королівство на стадіоні Millenáris Sporttelep. Змагання проводилися у спринті та гонці за лідером серед професіоналів та у спринті серед аматорів. 

## Медалісти

### Чоловіки
Професіонали
| Дисципліна       | Золото          | Срібло      | Бронза         |
| Спринт           | Люсьен Мішар    | Люсьен Фоше | Ернст Кауфманн |
| Гонка за лідером | Вальтер Савалль | Анрі Брео   | Віктор Лінарт  |

Аматори
| Дисципліна | Золото            | Срібло      | Бронза       |
| Спринт     | Віллі Фалк Гансен | Роже Бофран | Джек Стенден |

## Загальний медальний залік
| Місце  | Країна                | Золото | Срібло | Бронза | Загалом |
| ------ | --------------------- | ------ | ------ | ------ | ------- |
| 1      | Франція               | 1      | 3      |        | 4       |
| 2      | Веймарська республіка | 1      |        |        | 1       |
| 2      | Данія                 | 1      |        |        | 1       |
| 4      | Бельгія               |        |        | 1      | 1       |
| 4      | Швейцарія             |        |        | 1      | 1       |
| 4      | Австралія             |        |        | 1      | 1       |
| Всього | Всього                | 3      | 3      | 3      | 9       |